# Muntanya de Cal Planes
La Muntanya de Cal Planes és una serra situada al municipi de Castellví de la Marca a la comarca de l'Alt Penedès, amb una elevació màxima de 443 metres.